# Siergiej Niemczinow
Siergiej Lwowicz Niemczinow, ros. Сергей Львович Немчинов (ur. 14 stycznia 1964 w Moskwie) – rosyjski hokeista, reprezentant ZSRR i Rosji, olimpijczyk. Trener i działacz hokejowy.

## Kariera klubowa
- Krylja Sowietow Moskwa (1981–1982)
- Lokomotiw Moskwa (1982)
- CSKA Moskwa (1982–1985)
- Krylja Sowietow Moskwa (1985–1991)
- New York Rangers (1991–1997)
- Vancouver Canucks (1997)
- New York Islanders (1997–1999)
- New Jersey Devils (1999–2002)
- Łokomotiw Jarosław (2002–2004)

Wychowanek Krylji Sowietow Moskwa. Uczestniczył turniejach mistrzostw Europy juniorów do lat 18 edycji 1982, mistrzostw świata juniorów do lat 20 edycji 1983, 1984, qmeczach Rendez-vous ’87, turniejach Canada Cup 1987, mistrzostw świata w 1989, 1990, 1991, 1998, Pucharu Świata 1996 oraz zimowych igrzysk olimpijskich 1998.

## Kariera trenerska i działacza
- Reprezentacja Rosji (2006-2007), asystent trenera
- Reprezentacja Rosji do lat 20 (2006-2007), menedżer
- Reprezentacja Rosji do lat 20 (2007-2009), główny trener
- CSKA Moskwa (2009–2011), główny trener
- Reprezentacja Rosji do lat 20 (2008/2009), selekcjoner
- Torpedo Ust-Kamienogorsk (2015–2017), dyrektor klubu
- Reprezentacja Korei Południowej (2019), asystent trenera
- Admirał Władywostok (2020), dyrektor sportowy

Był asystentem trenera seniorskiej kadry Rosji podczas turniejów ZIO 2006 oraz MŚ 2007. Przy kadrze Rosji do lat 20 najpierw był menedżerem podczas turnieju MŚ 2007, a następnie głównym trenerem na turniejach MŚ 2008, 2009. Jednocześnie był też menedżerem kadry do lat 18 na turnieju MŚ edycji 2008. Od maja 2009 roku do końca sezonu KHL (2010/2011) był trenerem CSKA Moskwa w KHL. Został doradcą głównego menadżera w klubie CSKA Moskwa, Siergieja Fiodorowa.
W maju 2015 został menedżerem generalnym i dyrektorem kazachskiego klubu Torpedo Ust-Kamienogorsk, w tym dyrektorem zespołu juniorskiego Ałtaj, występującego w rozgrywkach MHL-B. Pracował tam do listopada 2017. W sezonie 2018/2019 pracował jako asystenta trenera reprezentacji Korei Południowej, w tym podczas turnieju seniorskich MŚ edycji 2019 (Dywizja IA). 22 marca 2020 został ogłoszony dyrektorem sportowym w klubie Admirał Władywostok. Po ujawnieniu, że drużyna klubu nie przystąpi do kolejnego sezonu KHL (2020/2021), odszedł z pracy w kwietniu 2020.

## Sukcesy
Reprezentacyjne
- Złoty medal mistrzostw świata juniorów do lat 20: 1983, 1984 z ZSRR
- Drugie miejsce w Canada Cup: 1987 z ZSRR
- Złoty medal mistrzostw świata: 1989, 1990 z ZSRR
- Brązowy medal mistrzostw świata: 1991 z ZSRR
- Srebrny medal zimowych igrzysk olimpijskich: 1998 z Rosją

Klubowe
- Złoty medal mistrzostw ZSRR: 1983, 1984, 1985 z CSKA
- Puchar ZSRR: 1989 z Krylją
- Puchar Europy: 1983, 1984, 1985 z CSKA
- Puchar Stanleya: 1994 z New York Rangers, 2000 z New Jersey Devils
- Finał Pucharu Stanleya: 1992, 1994 z New York Rangers
- Mistrzostwo konferencji NHL: 1994 z New York Rangers, 2000, 2001 z New Jersey Devils
- Prince of Wales Trophy: 1994 z New York Rangers
- Presidents’ Trophy: 1992, 1994 z New York Rangers
- Mistrzostwo dywizji NHL: 1999, 2001 z New Jersey Devils
- Złoty medal mistrzostw Rosji: 2003 z Łokomotiwem

Trenerskie
- Brązowy medal mistrzostw świata juniorów do lat 20: 2009

Wyróżnienie
- Zasłużony Mistrz Sportu ZSRR w hokeju na lodzie: 1990